# 飛留間恵
飛留間 恵（ひるま めぐみ、1985年5月4日 - ）は、日本のタレント。
千葉県出身。松竹芸能所属。身長152cm、B86・W60・H90。血液型はB型。総合学園ヒューマンアカデミー出身（）。
芸能人女子フットサルチーム「蹴竹G」の元キャプテン。ゴレイロとFP両方守れ、背番号はゴレイロの時は「1」で、FPのときは「4」。蹴竹Gの選手としては2006年7月の『スフィアリーグ 第1回グッドウィルカップ』で公式戦デビュー、一人で2点を決めるなどしてこの大会の優勝に貢献した。すかいらーくグループCUPザ・冒険王2007からゴレイロを兼任。2009年1月のチーム解散まで所属していた。